# Аватара
Авата́ра або авата́р (санскр. अवतार, avatāra IAST, «сходження») — термін у філософії індуїзму, що часто використовується для позначення сходження Бога з духовного світу у нижчі сфери буття з певною метою. Хоча українською слово «аватара» зазвичай перекладається як «втілення», точніше його можна перекласти як «вияв», тому що концепція аватари помітно відрізняється від християнської ідеї втілення Бога «у плоті». У християнстві Бог буквально втілюється «у плоті», тоді як аватари у індуїзмі є вічними формами або іпостасями Бога, що сходить у матеріальний світ, зберігаючи свою цілком духовну природу. «Вияв» або «проявлення» є найвідповіднішими термінами для правильного тлумачення поняття аватар.

## Аватара у філософії
Найчастіше термін «аватара» асоціюється з Вішну та його десятьма основними аватарами, найпопулярнішими з яких є Крішна та Рама. Список десяти аватар Вішну наводиться у деяких Пуранах. У «Бгаґавата-пурані» міститься опис 22 основних аватар Вішну і стверджується, що аватарів Вішну є незліченна кількість. Аватари відіграють центральну роль у традиції Вайшнавізму — переважаючому напрямку індуїзму. У одних течіях вайшнавізму початковим джерелом усіх аватар вшановується Вішну і Нараяна, а у інших — Крішна.
У таких текстах, як «Ґанеша-пурана» і «Мудгала-пурана», описується сходження аватара Ґанеші та Шіви. Однак, аватари Вішну теологічно набагато більш значимі, і за більш глибокого аналізу джерел можна прийти до висновку, що історії про Ґанеша і Шіву є імітаціями попередніх сказань про аватари Вішну. Одна з найбільш ранніх згадок про аватари міститься у «Бгаґавад-Ґіті», де Крішна описує основні функції аватар — відновлення принципів дхарми, підтримання соціального та космічного порядку.

### Аватари Вішну

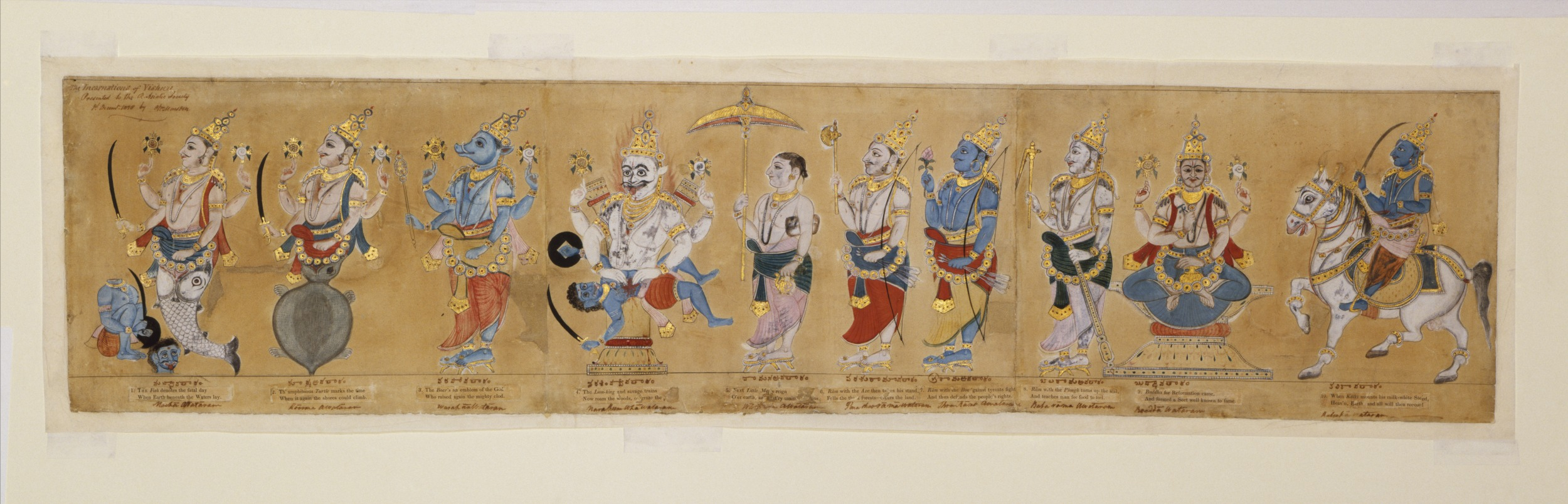
Дашаватара Вішну. 1771-79 гг, Андхра-Прадеш, Музей Вікторії і Альберта, Лондон.

Найтрадиційнішими формами аватар у індуїзмі виступають аватари Вішну, які докладно описуються в Пуранах. Головними аватарами Вішну є десять маха-аватар (великих аватар) — так звані даша-аватари (від санскр. दश, daśa IAST, «десять»).

## Аватара у літературі
У літературі термін «аватара» застосовується у переносному значенні— перетворення, зміна, частіше на гірше. Наприклад, у сатиричному памфлеті «Ірландська аватара» Дж. Н. Г. Байрона (1821).

## Типи аватар
Веди описують такі типи аватар:
- Гуна-аватари
- Калпа-аватари
- Ліла-аватари
- Манвантара-аватари
- Прабгава-аватари
- Пуруша-аватари
- Шактйавеша-аватари
- Вайбгава-аватари
- Йуга-аватари

## Шактйавеша-аватари
До шактйавеша-аватар включають А. Ч. Бгактіведанта Свамі Прабгупаду. Сам же А. Ч. Бгактіведанта Свамі Прабгупада іноді включав у список шакйавеша-аватар Будду, а також Ісуса та Мухамеда  [Архівовано 16 липня 2011 у Wayback Machine.].
Шакйтавеша-аватара — це особистість, яка наділена духовним знанням для проповіді свідомості Верховної Особистості Бога (або/та Його втілень) у світі. Таким чином вирішується протиріччя між Ісусом та Мухамедом, коли говориться, що прийти до Бога можливо тільки через них окремо. Але, прийнявши систему аватарів-поширень Бога, і те, що вони мають безліч імен, стає зрозуміло, чому у світі багато релігій, чому вони поновлюються час від часу. Веди називаються вічним знанням, яке присутнє не лише у духовному світі, але й на всіх планетах матеріального світу. У будь-якому випадку Веди не відкидають Ісуса, Мухамеда та Будду, як «засновників» світових релігій, але приймається реінкарнація та присутність душі у кожному з 8400000 видів матеріальних тіл, а також Наддуша, Параматма, об'єкт медитації/йоги, яка Сама є поширенням Бгагавана, Верховної Особистості Бога, Вішну, Нараяни, Крішни. Буддистів вважають атеїстами, бо у них — «релігія без Бога», тоді як Християнство і Іслам часто не слідують словам Христа і Мухамеда — плоть з кров'ю не їжте та таке інше. У ведичній культурі вегетаріанство — невід'ємна частина духовної практики. Християни та мусульмани часто не визнають реінкарнацію та душу у тварин, птахів, риб та інших живих істот, таким чином виправдовуючи насилля. Але істине насилля полягає у чистій свідомості Крішни — навіть птахи та тварини вегетаріанці, і вони також створюють карму. Буддисти також часто вегетаріанці, але не вживають у їжу молоко (Корова — священна тварина у Індії, а також улюблена тварина Крішни). Отже, навіть вегетаріанство має вищу ціль — уся їжа пропонується спочатку Крішні, Верховній Особистості Бога. Але м'ясо, риба, птиця та інша їжа, така як цибуля, часник, чай, — не пропонуються Крішні, бо Він таку їжу не приймає. Шіваїти вживають у їжу м'ясо та інше, але Шіва також — слуга Крішни, Вішну.

## Імена Аватар

### Пуруша-аватари

#### МахаВішну
Махавішну (поширення Санкаршани з Нараяна-чатурвйухи) лежить на золотій Махавішну-лоці (потрібна цитата), в океані Карана. Інше ім'я Маха-Вішну — Каранодакашайі-Вішну. Коли Він дихає, безліч матеріальних всесвітів (їх кількість порівнюється з кількістю зернят гірчиці у мішку), Брахманд виникає та зникає. Під час видиху, починають проявлятися матеріальні всесвіти. Він входить у кожен з них як Гарбгодакашайі-Вішну. Махавішну — /Наддуша/ (Параматма) усіх душ усіх матеріальних світів.

#### Гарбодакашаї-Вішну
Гарбгодакашайі-Вішну входить у кожен з матеріальних всесвітів. Він лягає на океан Гарбгодака, і з Його пупа виростає лотос. На лотосі з'являється перша жива істота (після Вішну) — Брахма. Брахма медитує на Наддушу, Параматму, Вішну (Нараяну, Крішну), і тоді Брахма, як вторинний творець, створює безліч метріальних планет у стеблі лотоса, але усі ці планети згруповані у «три світи» — вищі матеріальні /рацські та ін/ планетні системи, середні, включаючи Землю, та нижчі, в тому числі пекельні планети. Веди описують ці планети у деталях з відстанями у йоджанах  (1 йоджана = близько 8 миль). Але над усіма матеріальними планетами знаходиться Вайкунтха — вічний духовний світ. Всюди у матеріальному світі є смерть, отже Веди не радять подорожувати на інші планети матеріального світу, але тільки на планети духовного світу, Вайкунтхи/Паравйоми (духовного неба).  — Вічні духовні планети, відомі як Вайкунтхалоки, починаються на відстані 26,200,000 йоджанів (209,600,000 миль) над Сатьялокою, обителлю Брахми.

#### Кшіродакашаї-Вішну
Гарбгодакашайі-Вішну поширює Себе як Параматма — Кшіродакашайі-Вішну — у серці кожної живої істоти, у кожному атомі. також, обителлю Кшіродакашайі-Вішну є молочний океан. На ньому на білому острові — Швета-двіпі, у біломі місті Кшіродакашайі-Вішну має свою вічну обитель. Коли аватари приходять у матеріальний світ, вони приходять через Кшіродакашайі-Вішну. Він знаходиться також у кожній душі (душа — найменша, розміром 1/10000-а кінчика волосини, але Він — менший за найменшу — душу). Отже, у серці є дві душі — власне жива істота, та Наддуша, Параматма — Кшіродакашайі-Вішну. Також говориться, що об-єктом медитації йогів є Аніруддга. Нараяна пошщирює Себе як чотири Особистості Бога — Васудева, Прадйумна, Аніруддга та Санкаршана. Санкаршана поширює Себе як Махавішну. Аніруддга ж є об-єктом медитації для йогів. Параматма дає кожній живій істоті таке матеріальне тіло, яке вона напрацьовує своєю кармою. Але Параматма задоволена тоді, коли жива істота, джіваатма не страждає перенородженнями та повторними смертями, а отримує вічне духовне тіло у духовному світі. Отримати вічне тіло можливо по милості Бгагавана, — Вішну, Нараяни, Крішни, який поширює Себе як Наддуша. Отже, через Кшіродакашайі-Вішну приходять усі аватари у матеріальний світ, у тому числі Крішна. Але Сам Він поширюється як Баларама, потім Баларама поширюється як чатурвйуха (Прадйумна, Санкаршана, Васудева та Аніруддга). Санкаршана поширюється у Нараяну. Цей Нараяна, урешті-решт і є об-єкт (Надсуб-єкт) медитації/йоги — на поанети Вайкунтхи, — на Нараяналдоки або Вайкунтхалоки можна було потрапити у Сайтйа-йугу, йоли основний процес самопізнання і пізнання Бога (Бгагавана) був медитація, йога. Зараз цей шлях досить складний, тому бгакті-йога набагато ефективніша. До того ж вона приводить на планети вищі ніж планети, яких досягали йоги у Сайта-Югу. Пізнання Кшіродакашайі-Вішну, Параматми — це другий етап пізнання Абсолютної Істини після пізнання Брахмана, після пізнання Параматми йде пізнання Бгагавана. Бгакті містить у собі пізнання Брахмана (сяйво Бгагавана) та Параматму (локалізований аспект Бгагавана, Крішни).